# Ситар (занатлија)
Ситар је мајстор-занатлија који се бави ситарским занатом, односно израдом сита и решета. Овај занат, који има дугу традицију, захтева велико искуство, прецизност и познавање дрвета као материјала. У прошлости, ситари су били неопходни за свако домаћинство и пекару, док је данас ово занимање веома ретко и у Србији је на ивици изумирања.

## Порекло назива
Назив занимања "ситар" директно је изведен из именице сито, која означава главни производ овог заната.

## Опис занимања и вештине
Посао ситара је у потпуности ручни рад који захтева специфичне вештине. Главни задаци ситара укључују:
- Одабир и припрема дрвета: Ситар мора да познаје врсте дрвета и да одабере одговарајуће, најчешће еластично јелово или буково дрво, које неће лако пући приликом савијања. Дрво се затим цепа на танке траке (вибе) и припрема за даљу обраду.
- Савијање обруча: Помоћу паре и ручне силе, дрвене траке се савијају у савршен круг како би формирале обруч сита. Ово је најзахтевнији део процеса који захтева велико искуство.
- Постављање мреже: Ситар затеже мрежу (некада од коњске длаке, данас најчешће од метала или синтетике) преко обруча и учвршћује је другим обручем. Густина мреже зависи од намене производа (финија за сито, ређа за решето).
- Завршна обрада: Фино подешавање, чишћење и евентуална додатна обрада дрвета.

Поред израде сита, многи ситари су правили и друге предмете од дрвета за свакодневну употребу, попут варјача, кашика, оклагија и дасака за сечење.

## Алати и материјали
Специфичност овог заната огледа се и у алатима који се користе, а који су често ручно прављени и прилагођени мајстору. Основни алати и материјали су:
- Алати: Специфични ножеви за цепање дрвета, калупи и стеге за савијање обруча, чекићи, турпије.
- Материјали: Јелово или буково дрво, метална или синтетичка мрежа, мали ексери за спајање.

## Историјски статус и обука
У прошлости, ситари су били веома цењене занатлије. Како се у скоро свакој кући месио хлеб, њихови производи су били неопходни. Своје производе су најчешће продавали на вашарима, пијацама и саборима, путујући од места до места.
- Обука: Знање и вештине су се преносиле унутар породице, са оца на сина. Обука је почињала од малих ногу кроз шегртовање, где би дечак прво обављао лакше послове, а затим постепено учио све фазе заната док не би постао калфа, а на крају и самостални мајстор.
- Порекло заната у Србији: Ситарски занат је на просторе Србије стигао из Словеније, из околине Рибнице, након Првог светског рата.[3]

## Ситари у Србији данас
Због индустријализације и промене начина живота, занимање ситара је данас готово потпуно изумрло. Процес просејавања брашна у домаћинствима је постао реткост, а ручно рађена сита заменили су јефтинији, индустријски производи.
Према званичном регистру сертификованих заната Министарства привреде Републике Србије, у Србији су регистроване само две занатске радње за израду сита и решета: једна у Суботици и једна у Београду. Најпознатији активни мајстор, који се често назива и "последњим београдским ситаром", јесте Иван Дебељак, који је занат наследио од свог оца и деде. Ради у својој Ситарској радионици Дебељак.